# Broscus glaber
Broscus glaber es una especie de escarabajo de la familia Carabidae.

## Distribución geográfica
Es endémica de Gran Canaria, en las islas Canarias (España).